# 中华人民共和国军事院校列表
中华人民共和国的軍事院校包括中国人民解放军院校和中国人民武装警察部队院校两大类，經過2017年軍改之後，軍事院校共43所，2018年7月1日，公安海警学院更名为中国人民武装警察部队海警学院，列入武警军事院校序列，数量增加至44所。其中，招收高考生的有27所。

## 现设军事院校
本段落仅列出军事院校（列入军事战斗序列），不包括军队或军队工厂所属的非军事类高等院校（未列入军事战斗序列），如长沙航空职业技术学院、中国人民解放军四八零八工厂职业技术学校等。

### 中央军委直属院校
| #              | 院校名称       | 设立年份       | 所在地         | 学历教育培养阶段      | 备注                          |
| 中央军事委员会 | 中央军事委员会 | 中央军事委员会 | 中央军事委员会 | 中央军事委员会        | 中央军事委员会                |
| -------------- | -------------- | -------------- | -------------- | --------------------- | ----------------------------- |
| 1              | 国防大学       | 1927年         | 北京           | 专科、本科 硕士、博士 | 仅军事文化学院招收高考生      |
| 2              | 国防科技大学   | 1953年         | 湖南长沙       | 本科、硕士、博士      | 985工程、 211工程，招收高考生 |

### 军兵种院校
| #            | 院校名称                 | 设立年份 | 所在地       | 学历教育培养阶段       | 备注                                 |
| 陆军         | 陆军                     | 陆军     | 陆军         | 陆军                   | 陆军                                 |
| ------------ | ------------------------ | -------- | ------------ | ---------------------- | ------------------------------------ |
| 1            | 陆军指挥学院             | 1952年   | 江苏南京     | 硕士、博士             | 限解放军和武警部队在职军（警）官报考 |
| 2            | 陆军工程大学             | 1973年   | 江苏南京     | 专科、本科、硕士、博士 | 招收高考生                           |
| 3            | 陆军步兵学院             | 1949年   | 江西南昌     | 本科、硕士             | 招收高考生                           |
| 4            | 陆军兵种大学             | 2025年   | 安徽合肥     | 本科、硕士、博士       | 招收高考生                           |
| 5            | 陆军航空兵学院           | 1999年   | 北京         | 硕士                   | 初级任职教育院校                     |
| 6            | 陆军特种作战学院         | 1949年   | 广西桂林     | 本科、硕士             | 招收高考生                           |
| 7            | 陆军边海防学院           | 1941年   | 陕西西安     | 本科                   | 招收高考生                           |
| 8            | 陆军防化学院             | 1950年   | 北京         | 本科、硕士、博士       | 招收高考生                           |
| 9            | 陆军军医大学             | 1954年   | 重庆         | 本科、硕士、博士       | 招收高考生                           |
| 海军         |                          |          |              |                        |                                      |
| 10           | 海军指挥学院             | 1952年   | 江苏南京     | 硕士、博士             |                                      |
| 11           | 海军工程大学             | 1949年   | 湖北武汉     | 本科、硕士、博士       | 招收高考生                           |
| 12           | 海军大连舰艇学院         | 1949年   | 辽宁大连     | 本科、硕士、博士       | 招收高考生                           |
| 13           | 海军潜艇学院             | 1973年   | 山东青岛     | 本科、硕士、博士       | 招收高考生                           |
| 14           | 海军航空大学             | 1950年   | 山东烟台     | 本科、硕士、博士       | 招收高考生                           |
| 15           | 海军军医大学             | 1949年   | 上海         | 本科、硕士、博士       | 招收高考生                           |
| 16           | 海军勤务学院             | 1952年   | 天津         | 硕士                   | 初级任职教育院校                     |
| 17           | 海军士官学校             | 1986年   | 安徽蚌埠     | 专科、专升本           | 專科院校                             |
| 空军         |                          |          |              |                        |                                      |
| 18           | 空军指挥学院             | 1958年   | 北京         | 硕士、博士             |                                      |
| 19           | 空军工程大学             | 1959年   | 陕西西安     | 本科、硕士、博士       | 招收高考生                           |
| 20           | 空军航空大学             | 1978年   | 吉林长春     | 本科、硕士、博士       | 招收高考生                           |
| 21           | 空军预警学院             | 1952年   | 湖北武汉     | 本科、硕士、博士       | 招收高考生                           |
| 22           | 空军哈尔滨飞行学院       | 1949年   | 黑龙江哈尔滨 |                        | 初级任职教育院校                     |
| 23           | 空军石家庄飞行学院       | 1949年   | 河北石家庄   |                        | 初级任职教育院校                     |
| 24           | 空军西安飞行学院         | 1949年   | 陕西西安     |                        | 初级任职教育院校                     |
| 25           | 空军军医大学             | 1952年   | 陕西西安     | 本科、硕士、博士       | 招收高考生                           |
| 26           | 空军勤务学院             | 1954年   | 江苏徐州     | 硕士                   |                                      |
| 27           | 空军通信士官学校         | 1986年   | 辽宁大连     |                        | 專科院校                             |
| 火箭军       |                          |          |              |                        |                                      |
| 28           | 火箭军指挥学院           | 1977年   | 湖北武汉     | 硕士、博士             |                                      |
| 29           | 火箭军工程大学           | 1951年   | 陕西西安     | 本科、硕士、博士       | 招收高考生                           |
| 30           | 火箭军士官学校           | 1971年   | 山东潍坊     |                        | 專科院校                             |
| 军事航天部队 |                          |          |              |                        |                                      |
| 31           | 军事航天部队航天工程大学 | 1978年   | 北京         | 本科、硕士、博士       | 招收高考生                           |
| 网络空间部队 |                          |          |              |                        |                                      |
| 32           | 网络空间部队信息工程大学 | 1931年   | 河南郑州     | 本科、硕士、博士       | 招收高考生                           |
| 信息支援部队 |                          |          |              |                        |                                      |
| 33           | 信息支援部队工程大学     | 2025年   | 湖北武汉     | 本科                   | 招收高考生                           |
| 联勤保障部队 |                          |          |              |                        |                                      |
| 34           | 中国人民解放军医学院     | 1953年   | 北京         | 硕士、博士             | 招收硕士、博士研究生与规培教育       |
| 35           | 联勤保障部队工程大学     | 2025年   | 重庆         | 本科                   | 招收高考生                           |

### 武警部队院校
| #                    | 院校名称                         | 设立年份             | 所在地               | 学历教育培养阶段     | 备注                 |
| 中国人民武装警察部队 | 中国人民武装警察部队             | 中国人民武装警察部队 | 中国人民武装警察部队 | 中国人民武装警察部队 | 中国人民武装警察部队 |
| -------------------- | -------------------------------- | -------------------- | -------------------- | -------------------- | -------------------- |
| 1                    | 中国人民武装警察部队指挥学院     | 1980年               | 天津                 | 硕士                 |                      |
| 2                    | 中国人民武装警察部队工程大学     | 1983年               | 陕西西安             | 本科、硕士、博士     | 招收高考生           |
| 3                    | 中国人民武装警察部队警官学院     | 1984年               | 四川成都             | 本科                 | 招收高考生           |
| 4                    | 中国人民武装警察部队特种警察学院 | 1982年               | 北京                 | 本科                 | 招收高考生           |
| 5                    | 中国人民武装警察部队后勤学院     | 1980年               | 天津                 | 硕士                 |                      |
| 6                    | 中国人民武装警察部队士官学校     | 1984年               | 浙江杭州             |                      |                      |
| 7                    | 中国人民武装警察部队海警学院     | 1983年               | 浙江宁波             | 本科                 | 招收高考生           |

## 培养研究生的军队科学研究机构
| #              | 院校名称                 | 设立年份       | 所在地         | 学历教育培养阶段 | 备注           |
| 中央军事委员会 | 中央军事委员会           | 中央军事委员会 | 中央军事委员会 | 中央军事委员会   | 中央军事委员会 |
| -------------- | ------------------------ | -------------- | -------------- | ---------------- | -------------- |
| 1              | 中国人民解放军军事科学院 |                | 北京市         | 硕士、博士       |                |

## 已撤销的军事院校
- 第1高级步兵学校：1950年由第7军军部改编。驻天水。1952年迁往北京与高级后勤学校合并组建后勤学院。
- 第2高级步兵学校：重庆的西南军政大学改建。1952年迁往哈尔滨改建军事工程学院
- 第3高级步兵学校：1951.05.03南京的华东军政大学改建。1952.05.02改建总高级步兵学校，简称“总高”，校长兼政委宋时轮，副校长杨勇，政治部主任刘浩天。
- 第4高级步兵学校：武汉的中南军政大学改建。1952年7月改称第一高级步兵学校。校长李作鹏，政委刘其人。
- 第5高级步兵学校：东北军政大学改建。驻齐齐哈尔。第5高级步兵学校改办第27步校。
- 第6高级步兵学校：石家庄的华北军政大学改建。校长刘子仪，政治委员朱士焕。1952年6月改称第二高级步兵学校。校长孙毅，副政委谢良。
- 第1步兵学校：西北军政大学在西安分校改建，驻王曲。1952年迁天水。校长王绍南。
- 第2步兵学校：西北军政大学的新疆军政干部学校改建，驻迪化。1951年撤消。
- 第4步兵学校：驻昆明。并入昆明特科学校。
- 第5步兵学校：西南军政大学云南分校改建。1952年改称第三步兵学校，校长杨小达。
- 第6步兵学校：驻重庆南温泉,西南军政大学川东分校改建，1952年并入第二步兵学校。
- 第7步兵学校：西南军政大学川南分校改建，驻自贡，1952年并入第二、第三步兵学校
- 第8步兵学校：西南军政大学川西分校改建，驻新津，1952年迁重庆改称第二步兵学校。校长匡斌，政委赵凤歧。
- 第9步兵学校：西南军政大学川北分校改建，驻阆中，1951年7月改为军区干校。
- 第10步兵学校：西南军政大学贵州分校改建，驻修文，1951年7月改为军区干校。
- 第11步兵学校：18兵团军事政治干部学校改建，驻大邑，1951年7月改为军区干校。
- 第12步兵学校：华东军政大学山东分校改建，驻济南。1952年迁长春改建军事师范学校，55年撤消。
- 第13步兵学校：华东军政大学浙江分校改建，驻金华，52年迁南京改称第四步兵学校，校长谭知耕。
- 第14步兵学校：华东军政大学福建分校改建（福州）1952年并入第四步兵学校
- 第15步兵学校：华东军政大学苏北军区军事政治干部学校改建（扬州）1951年7月改为军区干校。
- 第16步兵学校：华东军政大学皖北军区军事政治干部学校改建（合肥）1951年7月改为军区干校。
- 第20步兵学校：中南军政大学第一分校改建（商丘）52年改称第六步兵学校，校长王泮清，政委曹光化。1958年撤消
- 第21步兵学校：中南军政大学第二分校改建（信阳）52年改称第五步兵学校，校长翟毅，政委余潜/戴克明
- 第22步兵学校：中南军政大学第三分校改建（长沙）52年改称第四政治学校。
- 第23步兵学校：中南军政大学第四分校改建（南昌）52年改防空学校
- 第24步兵学校：中南军政大学第五分校改建（桂林）52年改高级防空学校
- 第25步兵学校：中南军政大学第六分校改建（广州）1952年改建军事体育学校，
- 第27步兵学校：东北军区军事政治干部学校改建（齐齐哈尔）52年改称第七步兵学校，校长刘子仪，政委朱士涣。1955年改称齐齐哈尔步兵学校。校长罗春云，政治委员吴殿甲。1959年齐齐哈尔步兵学校迁锦州后改称锦州步兵学校。
- 第30步兵学校：原华北军政大学余部于1950年8月20日在石家庄组成了华北陆军军官学校，1951年1月又组建了三分校。1951年5月改称第30步校。1951年7月改为军区干校。
- 第31步兵学校：原华北军政大学大部分已转迁南京组建军事学院，余部于1950年8月20日组成了华北陆军军官学校，1951年1月又分为一分校与二分校。二分校于1951年5月迁山西省祁县县城，校长杨有山/余克勤，副校长靳文彪，副政委牛克伦，政治部主任金涛，训练部长李哲，校务部长张登先，干部部长杨寿增，下辖4个大队：一大队由原学习团二大队改编，二大队由六十六军教导大队带学员成建制改编，三大队由河北军区军政干校编成，四大队由平原军区军政干校组成。二分校刚开进祁县不久，即宣布改编为第31步兵学校，校长黎光。调学之营、连、排干部，由于大部分文化水平偏低，故学制为五年，先学文化课，再开军事课。地方中学招收青年学生，学制四年，直接培养为排职干部。1952年9月23日改编为第八步兵学校。校长黎光/余克勤，政治委员胡华居。1954-1955年陆续迁入洛阳的新建校址。1955年6月改称洛阳步兵学校。
- 第32步兵学校：原华北军政大学余部于1950年8月20日组成了华北陆军军官学校，1951年1月又分成一分校、二分校。一分校驻获鹿，1951年5月改称第32步校，1952年改称第九步兵学校，校长陈金钰。
- 第33步兵学校：原华北军政大学余部在石家庄组建。1951年7月改为军区干校。
- 南昌步兵学校（原第三文化师范学校）
- 北碚步兵学校（西南军区）1958年迁桂林，称桂林步兵学校。
- 武威步兵学校（甘肃军区）。1958年改建武威炮兵学校。
- 第一步兵预备学校（西安）55师速成小学改建
- 第二步兵预备学校（重庆）第二文化师范学校改建
- 第三步兵预备学校（昆明）西南军区第三速成中学改建
- 第四步兵预备学校（南京）华东军区第七速成小学改建
- 第五步兵预备学校（许昌）中南军区第四速成中学改建
- 第六步兵预备学校（合肥）安徽军区速成小学改建
- 第七步兵预备学校（长春）东北军区速成中学改建
- 第八步兵预备学校（开封）中南军区第一速成中学改建
- 第九步兵预备学校（石家庄）华北军区第二速成小学改建
- 第十步兵预备学校（桂林）第36速成中学改建
- 第11步兵预备学校（宝鸡）第二速成中学改建
- 第12步兵预备学校（湖南柳县）第44速成中学改建

## 附：义务教育阶段和高中教育阶段军队子女学校
以下列出中国人民解放军和中国人民武装警察部队军级单位所属义务教育或高中教育学校：
- 北京市八一学校（北京市属）
- 中国人民解放军国防科技大学附属中学（国防科技大学属）
- 中国人民解放军国防科技大学附属小学（国防科技大学属）
- 中国人民解放军63650部队马兰中学（中国核试验基地属）
- 中国人民解放军63600部队东风中学（中国酒泉卫星发射中心属）
- 中国人民解放军63600部队东风小学（中国酒泉卫星发射中心属）
- 西昌卫星发射中心子女学校（中国西昌卫星发射中心属）
- 中国人民解放军63710部队长征学校（中国太原卫星发射中心属）
- 中国人民解放军63820部队八一中学（中国空气动力研究与发展中心属）
- 中国人民解放军海军北海舰队子女学校（北部战区海军属）
- 中国人民解放军海军东海舰队子女学校（东部战区海军属）
- 中国人民解放军海军南海舰队子女学校（南部战区海军属）
- 中国人民解放军96401部队八一学校（火箭军第六十七基地属）
- 中国人民解放军西藏军区成都八一学校（西藏军区属）
- 中国人民解放军西藏军区拉萨八一学校（西藏军区属）
- 中国人民武装警察部队工程大学附属子女学校（武警工程大学属）